# Iwan Petrowitsch Wolodichin
Iwan Petrowitsch Wolodichin (russisch Иван Петрович Володихин; * 1872; † nach 1927) war ein russischer Architekt.

## Leben
Wolodichin studierte in St. Petersburg an der Kaiserlichen Kunstakademie mit Abschluss 1899.
Wolodichin baute ab 1901 Wohngebäude im Jugendstil. 1912–1913 baute er ein großes Wohngebäude an der Nekrassowa Uliza 10 mit Ausstellungssälen und dem Theater des Schauspielers P. P. Haideburow. Nach der Oktoberrevolution richtete dort Sergei Radlow 1919 ein Theater-Studio ein, und seit 1931 ist es das Große Puppenspieltheater. Der Unternehmer P. A. Avenarius ließ sich von Wolodichin als Datsche eine Villa in Tarchowka (jetzt Teil von Sestrorezk) bauen.
Wolodichin gründete 1907 die Öffentliche Versammlung der Künstler und Architekten. Auch richtete er eine private Mosaikwerkstatt ein.

## Werke

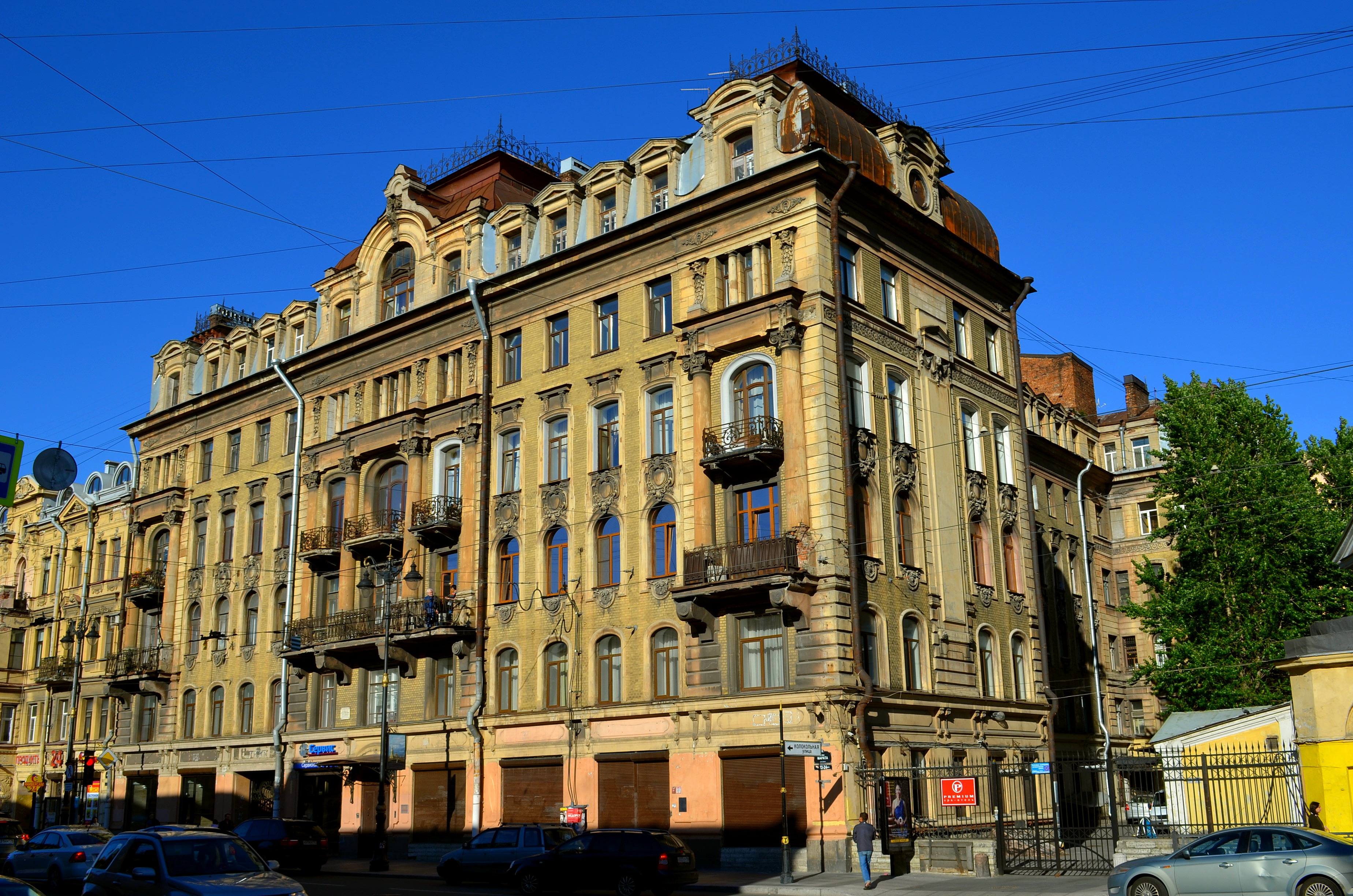
Wohngebäude an der Marat-Uliza 22–24 in St. Petersburg (1901–1902)
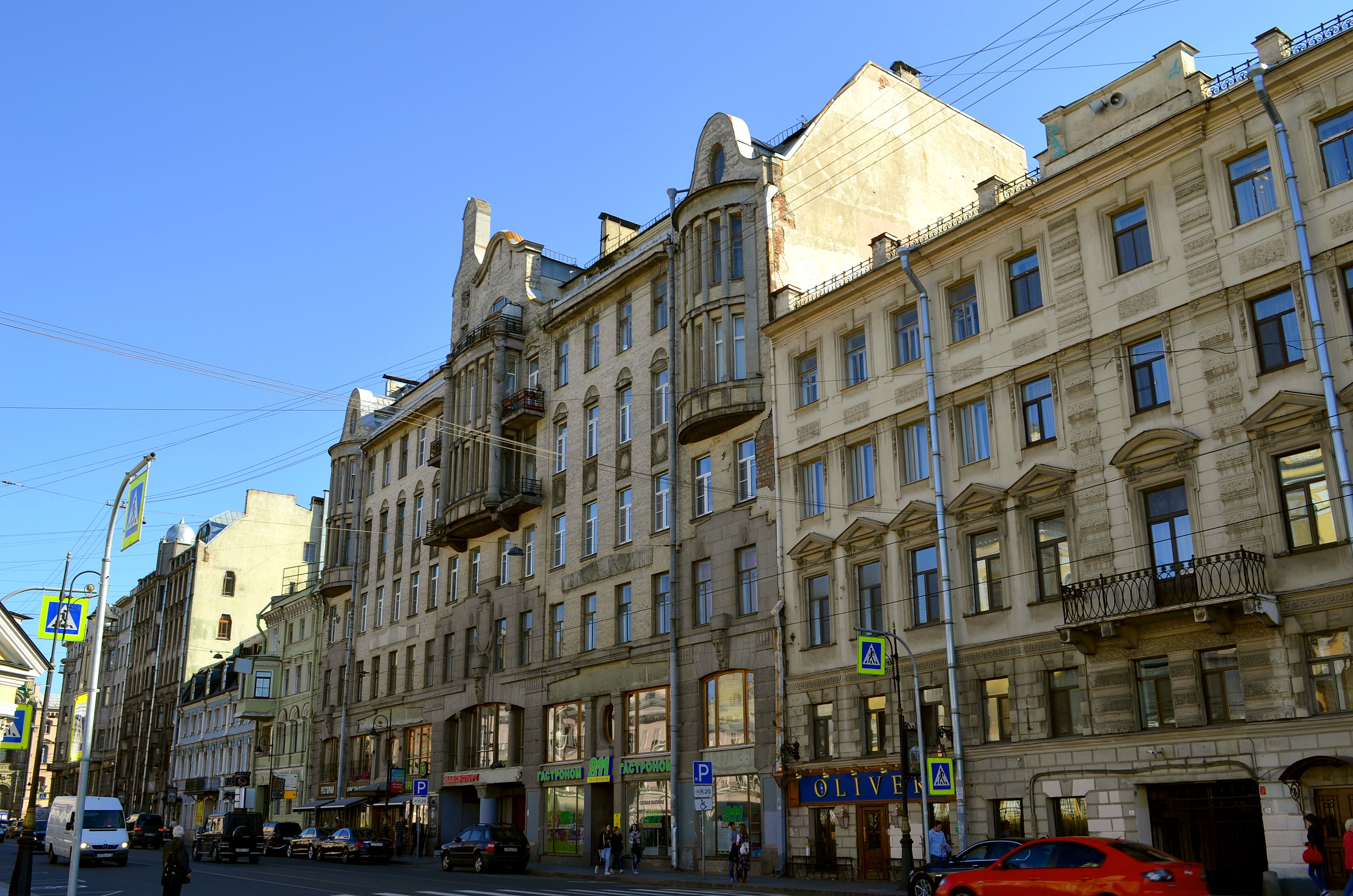
Wohngebäude an der Belinski-Uliza 5 in St. Petersburg (1911)
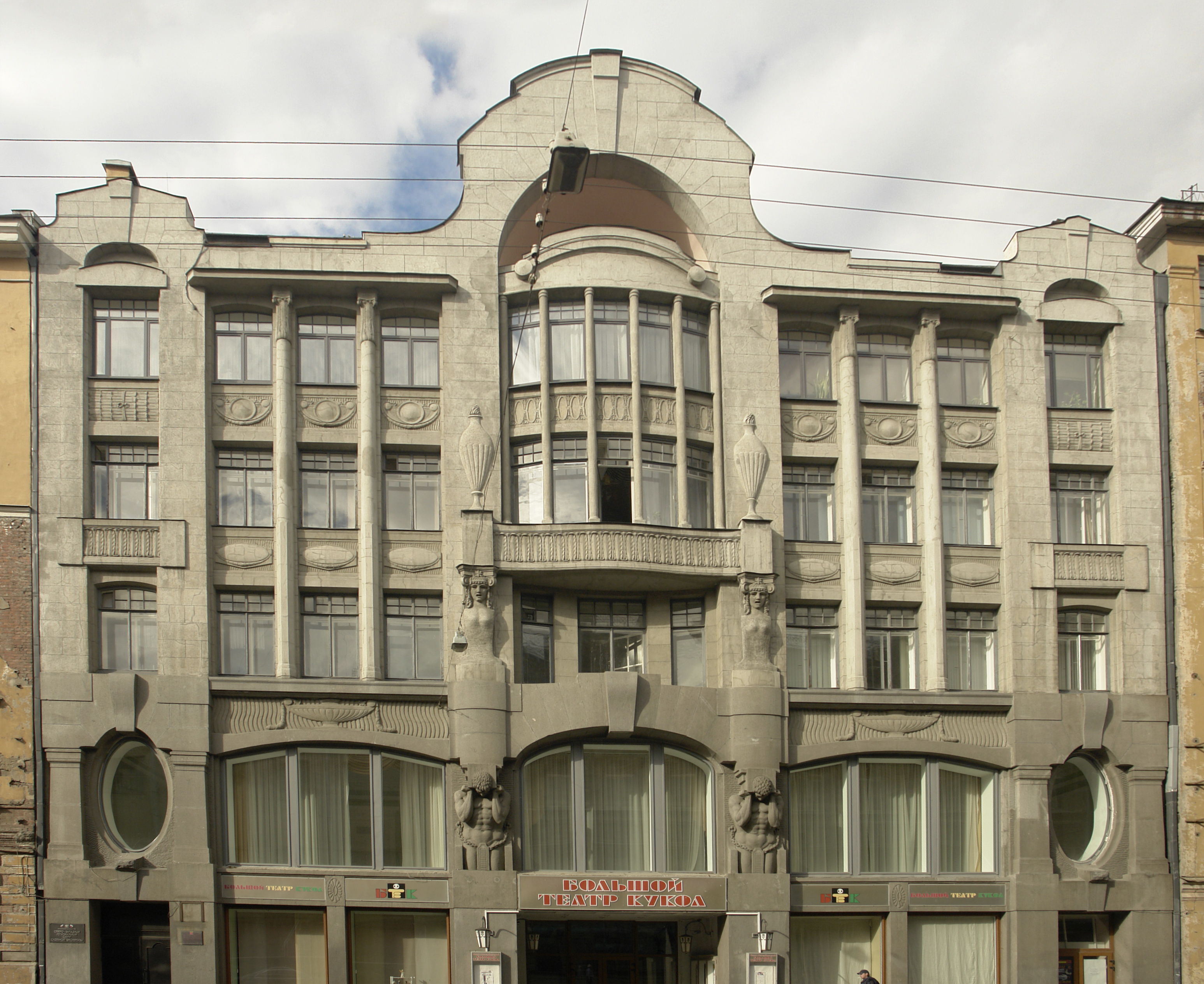
Das Große Puppenspieltheater an der Nekrassowa Uliza 10 in St. Petersburg (1912–1913)
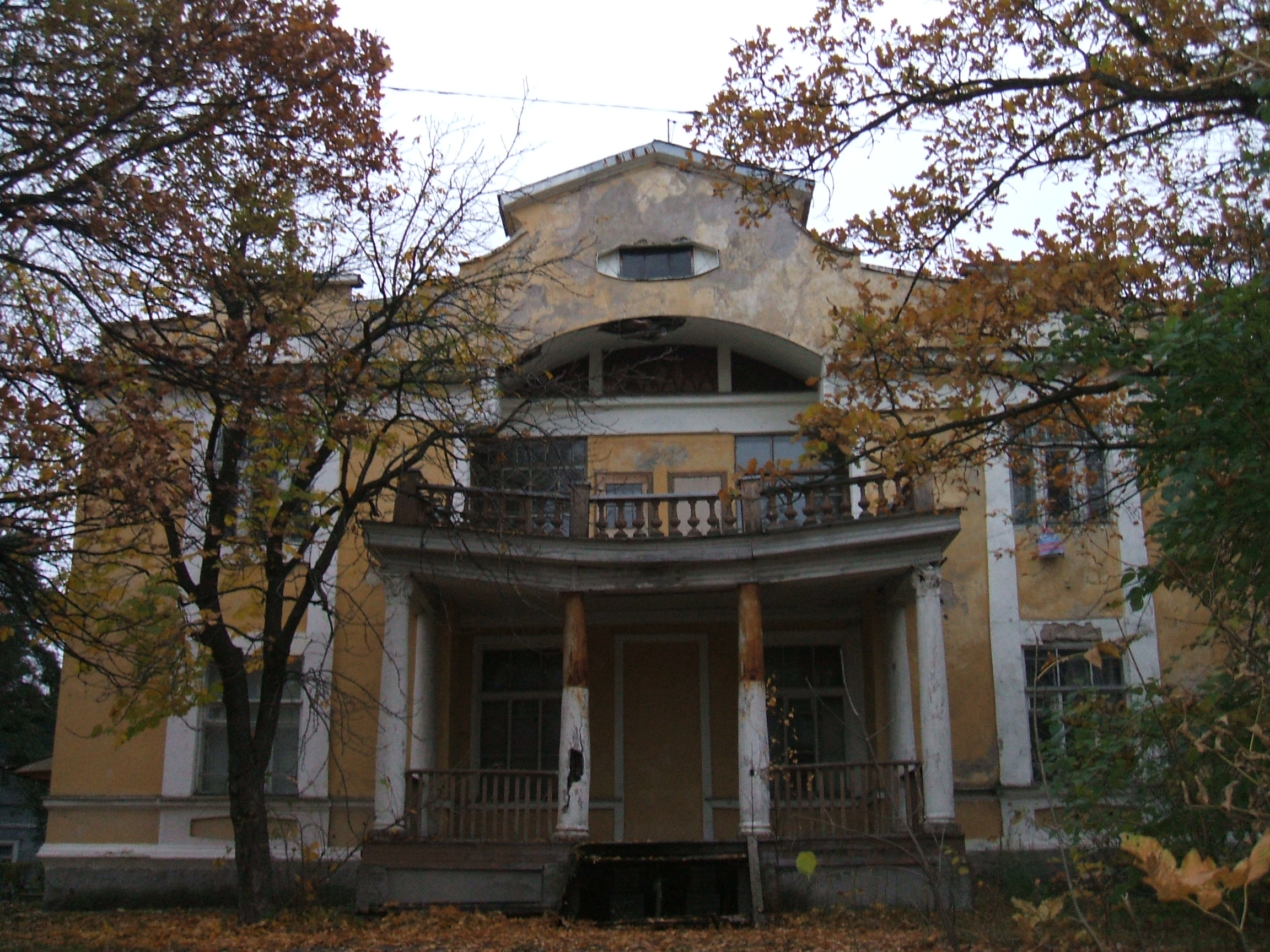
Avenius-Villa in Tarchowka